# 49-es villamos (Budapest)
A budapesti 49-es jelzésű villamos a Kelenföld vasútállomás és a Deák Ferenc tér között, a 47-es és a 48-as villamossal összehangoltan, nagyrészt közös útvonalon közlekedik. A járatot a Budapesti Közlekedési Központ megbízásából a Budapesti Közlekedési Zrt. üzemelteti. A járműveket a Kelenföld kocsiszín adja ki.

## Története
1910-ben indította el a BKVT a Központi Városháza és a Városmajor között mint a fogaskerekű „csatlakozó járata”. A villamos útvonala részben a 31-es viszonylatéval volt azonos, a Margit hídon át érte el Budát. Pár évvel később már a 39-es és 41-es villamos betétjárataként, a Retek utca (Széll Kálmán tér környéke) és Hűvösvölgy között járt, de csak a nyári kirándulószezon idején. 1915-ben a Kelenföld vasútállomást a Déli pályaudvarral és a Nyugati pályaudvarral összekötő körjárat kapta a 49-es jelzést. 1919 augusztusa és 1920. április 24. között közlekedése szünetel, majd ismét a régi útvonalán közlekedik; ellentétes irányban 1926-ig az 51-es járt. 1926. július 12-én megszűnt a körjárati jellege, Kelenföldről indulva a Szabadság híd át a Szabadság tér érintésével a Nyugati pályaudvarig járt. 1926 augusztusától már a Kiskörúton és a Bajcsy-Zsilinszky úton haladt, majd a Nyugati pályaudvar után még átment Budára is: új végállomása a Török utca lett. 1927. április 18-ától ismét a Nyugatiig járt. 1930. szeptember 15-én újból meghosszabbodott az útvonala, ettől kezdve a Margit körúton át a Déli pályaudvarig járt. 1931-ben betétjárata is indult 49A jelzéssel – ingajáratként – a Kálvin tér és a Kelenföldi pályaudvar között. 1941-ben a betétjárat megszűnt, a 49-es ismét csak a Nyugatiig járt. Az 1944-es szeptemberi menetrendben még szerepelt a 49-es villamos, megszűnésének időpontja ismeretlen, de még 1944-ben leállt a közlekedése.
Legközelebb 1945. július 10-én bukkant fel: először csak a Kálvin tér és a Nyugati pályaudvar között járt, majd 21-én útvonalát a Március 15. térig hosszabbították. 1946-ban többször is módosították az útvonalát: január 12-étől megint a Kálvin térig, március 15-étől ismét az Eskü térig, április 18-ától a Petőfi térig, majd május 27-étől már a Rudolf térig járt. 1946. augusztus 20-án – a Szabadság híd átadásakor – visszanyerte a háború előtti útvonalát, budai végállomása a Kelenföldi pályaudvar lett. 1953. július 16-ától vágányfelújítási munkálatok miatt hat héten át terelve, a Krisztina körúton át a mai Szent János Kórházig közlekedett, ekkor Kelenföld és a Gellért tér között 49A jelzéssel betétjárat üzemelt a munkanapi csúcsidőszakokban. Az 1960-as évek elején ismét járt a 49A villamos, a Deák tér és Kelenföld között. A Marx téri (1992 óta Nyugati tér) végállomása 1977-ben a Bajcsy Zsilinszky út Markó utca és Alkotmány utca közötti szakaszára került, majd 1980. október 17-én, az M3-as metróvonal II/B szakaszának építési munkálatai miatt megszűnt a Bajcsy-Zsilinszky úton a villamosforgalom, a 47-es és 49-es villamosok belső végállomása azóta a Deák Ferenc tér. Az Üllői úti villamosközlekedés megszűntével a vonal minden más vágánykapcsolata a Belvárosban (egészen a Szent Gellért térig) megszűnt. Ugyanekkor a metró átadásáig (1981. december 30.) 49V jelzéssel villamospótló közlekedett a Deák tértől a Bulcsú utcáig. 1986-ban a Szabadság híd már 1985 óta folyó felújításának végakkordjaként rövid időre a villamosforgalmat is leállították, és a villamosközlekedést a 47–49V jelzéssel közlekedő villamospótló busz pótolta.
1997-ben felszámolták az Etele téri hurokvégállomást és a Somogyi utcában elbontották a végállomás felé tartó irány vágányát. Azóta a 19-es és a 49-es viszonylatok a Vasút utca Etele téri torkolatánál épült fejvégállomáson fognak vissza. Emiatt azonban a csúcsidőben gyakran feltorlódó szerelvények miatt a végállomásra érkező járatok utasainak leszállítása a tértől távolabb történik.
2007. április 2-án az M4-es metróvonal Kálvin téri állomásának építési munkálatai miatt a 49-es útvonala a Lónyay utcánál kialakított ideiglenes végállomásig rövidült. 2007. augusztus 21-étől a Szabadság híd lezárása miatt a kiskörúti villamosforgalom szünetelt, pótlásukra 47–49V és 149V jelzéssel pótlóbuszok indultak. 2007. december 3-ától 249V jelzéssel új pótlóbusz közlekedett. A lezárással párhuzamosan felújították a megállóhelyeket és a villamospályát is. 2008. december 20-án újraindult a 47-es és 49-es villamos, a három pótlóbusz megszűnt. Ettől kezdve a villamosoknak Szabadság híd két végén behajtott hátsótükörrel kell közlekedniük, ugyanis a híd felújítása óta az új Fővám téri megállóhoz, illetve a Szent Gellért téri lehajtóhoz érve a nyitott hátsó tükrök összeakadhatnak. Ennek oka, hogy a híd szűkössége miatt a hídon a szabványosnál közelebb vannak egymáshoz a villamospályák és a híd végein lévő ívekben a villamosok eleje, illetve hátulja belóg a másik űrszelvénybe. Az ilyen esetek elkerülése érdekében találkozási tilalmat is bevezettek a vonal ezen szakaszain. Ez a jelenség nem egyedi Budapest villamoshálózatában, de a sajtó a felújítást követő időszakban nagy érdeklődést mutatott az eset iránt.
Az utóbbi években a 49-es villamos közlekedése kétszer szünetelt: 2015. augusztus 17–30. között a Fővám téri útbeszakadás idején, majd 2016. június 16. és augusztus 28. között a Bartók Béla úti és a Fehérvári úti villamosperonok átépítésekor.

### A jövő
A Budai fonódó villamoshálózat átadása után a járat a hálózat részeként továbbra is a változatlanul közlekedik, a távlati tervekben szerepel a 47-es és a 49-es villamosok összekötése a 12-es és a 14-es villamossal a Nyugati pályaudvarnál.

## Járművek
1957-ben a vonalon megjelentek a Ganz UV villamosok motor+pót+motor felállításban, majd ezek a kocsik közlekedtek a 49-esen 2007 márciusáig. A Kiskörút általános jelképévé váltak ezek a villamosok – 50 évig szolgáltak itt –, ugyanis a 47-es viszonylatot is ezekkel adták ki. 2007-ben a típuscserét elsősorban a viszonylat ideiglenes rövidítése miatti várható alacsony utasforgalom miatt hajtották végre, azonban augusztusban az UV-kat végleg kivonták a forgalomból. A kiskörúti villamosok újraindítása óta mindkét vonalon Ganz CSMG-k (ismertebb nevükön ICS-k, vagy ipari csuklósok) közlekednek.

## Útvonala
| Kelenföld vasútállomás felé |
| Deák Ferenc tér M vá. – Károly körút – Múzeum körút – Kálvin tér – Vámház körút – Fővám tér – Szabadság híd – Szent Gellért tér – Bartók Béla út – Vasút utca – Kelenföld vasútállomás M vá. |
| Deák Ferenc tér felé |
| Kelenföld vasútállomás M vá. – Vasút utca – Bartók Béla út – Szent Gellért tér – Szabadság híd – Fővám tér – Vámház körút – Kálvin tér – Múzeum körút – Károly körút – Deák Ferenc tér M vá. |

## Megállóhelyei
| 0  | Deák Ferenc tér M végállomás        | 20 | 47, 48 72 9, 16, 100E, 105, 178, 210, 210B, 216 | Metróállomás, Főpolgármesteri Hivatal, Pesti vármegyeháza, Deák téri evangélikus templom, Erzsébet téri Kulturális Központ és Park (Gödör), Anker-palota, Kempinski szálloda, Meridien szálloda, Örkény István Színház, Merlin Színház, Földalatti Vasúti Múzeum, Postamúzeum, Deák Téri Evangélikus Gimnázium |
| 1  | Astoria M                           | 18 | 47, 48 72, 74 5, 7, 8E, 9, 107, 108E, 110, 112, 133E | Metróállomás, ELTE Bölcsészettudományi Kar, ELTE Gazdaságtudományi Kar, Astoria szálloda, Dohány utcai zsinagóga, Belvárosi Színház, Puskin mozi, Eötvös József Gimnázium |
| 3  | Kálvin tér M                        | 16 | 47, 48 72, 83 9, 15, 100E | Metróállomás, Fővárosi Szabó Ervin Könyvtár (Központi Könyvtár), Nemzeti Múzeum, Református templom, Vörösmarty mozi, Korona Hotel, Szent-Györgyi Albert Általános Iskola és Gimnázium, Képző- és Iparművészeti Szakgimnázium és Kollégium, ELTE Állam- és Jogtudományi Kar                                    |
| 4  | Fővám tér M                         | 14 | 2, 2B, 23, 47, 48 83 15 | Metróállomás, Fővámház (Corvinus Egyetem főépület), Ferencvárosi Helytörténeti Gyűjtemény, Fővám téri Vásárcsarnok, Szabadság híd, Veres Pálné Gimnázium |
| 7  | Szent Gellért tér – Műegyetem M     | 12 | 19, 41, 47, 48, 56, 56A 7, 107, 133E | Metróállomás, Budapesti Műszaki és Gazdaságtudományi Egyetem, Szabadság híd, Szent Gellért szálloda, Gellért gyógyfürdő |
| 9  | Gárdonyi tér                        | 10 | 19, 41, 47, 48, 56, 56A 7 | |
| 12 | Móricz Zsigmond körtér M            | 9  | 6, 17, 19, 41, 47, 48, 56, 56A, 61 7, 27, 33, 33A, 58, 114, 213, 214, 240 | Metróállomás, Szent Margit Gimnázium, József Attila Gimnázium, BGSZC Öveges József Technikum és Szakképző Iskola, Feneketlen-tó |
| 14 | Kosztolányi Dezső tér               | 7  | 19 7, 53, 58, 114, 150, 150B, 153, 154, 212, 212A, 212B, 213, 214, 240 | |
| 16 | Karolina út                         | 5  | 19 7, 58, 114, 153, 213, 214 | |
| 17 | Csóka utca (Karinthy Színház)       | 3  | 19 | Karinthy Színház |
| 19 | Szent Gellért-templom               | 1  | 19 | Szent Gellért Plébánia, Nemes Nagy Ágnes Művészeti Szakgimnázium, Bethlen Gábor Általános Iskola és Gimnázium |
| 20 | Kelenföld vasútállomás M végállomás | 0  | 1, 19 8E, 40, 40B, 40E, 53, 58, 87, 87A, 88, 88A, 101B, 101E, 108E, 141, 150, 150B, 153, 154, 172, 173, 187, 188, 188E, 250, 250B, 251, 251A, 251E, 272 689, 691, 710, 712, 715, 720, 722, 724, 725, 727, 731, 732, 734, 735, 736, 760, 762, 763, 764, 767, 770, 774, 775, 778, 779, 798, 799 S10 G10 S12 S30 G30 Z30 S34 S35 S36 S40 G40 Z40 S42 Z42 G43 G44 IC, EC, EN, sebesvonat, gyorsvonat, expresszvonat, P+R | Kelenföld vasútállomás, Kelenföld autóbusz-állomás, Metróállomás, Etele Plaza |

## Képgaléria

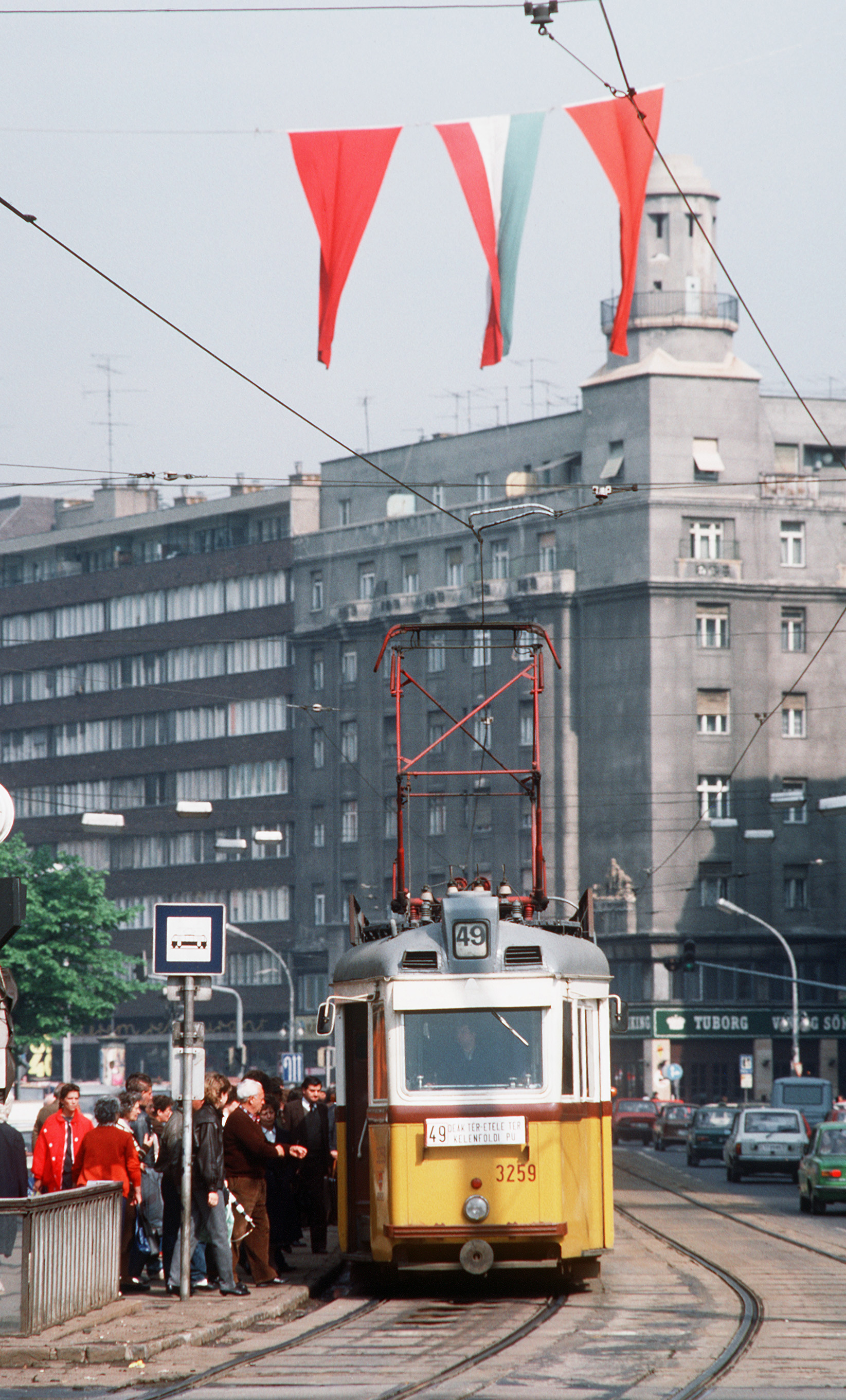
Ganz UV a rendszerváltás előtt
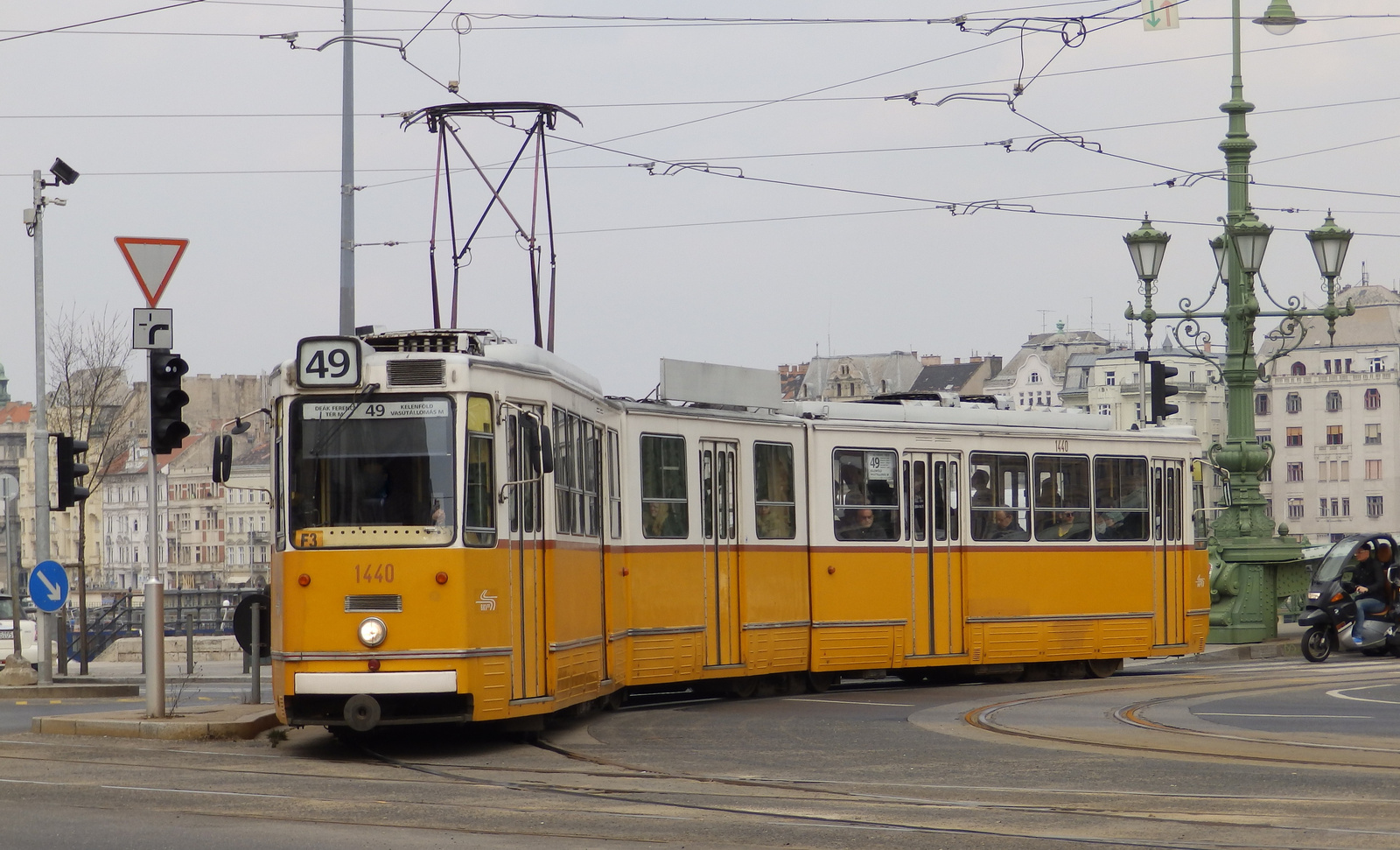
Ganz CSMG a Szabadság hídon
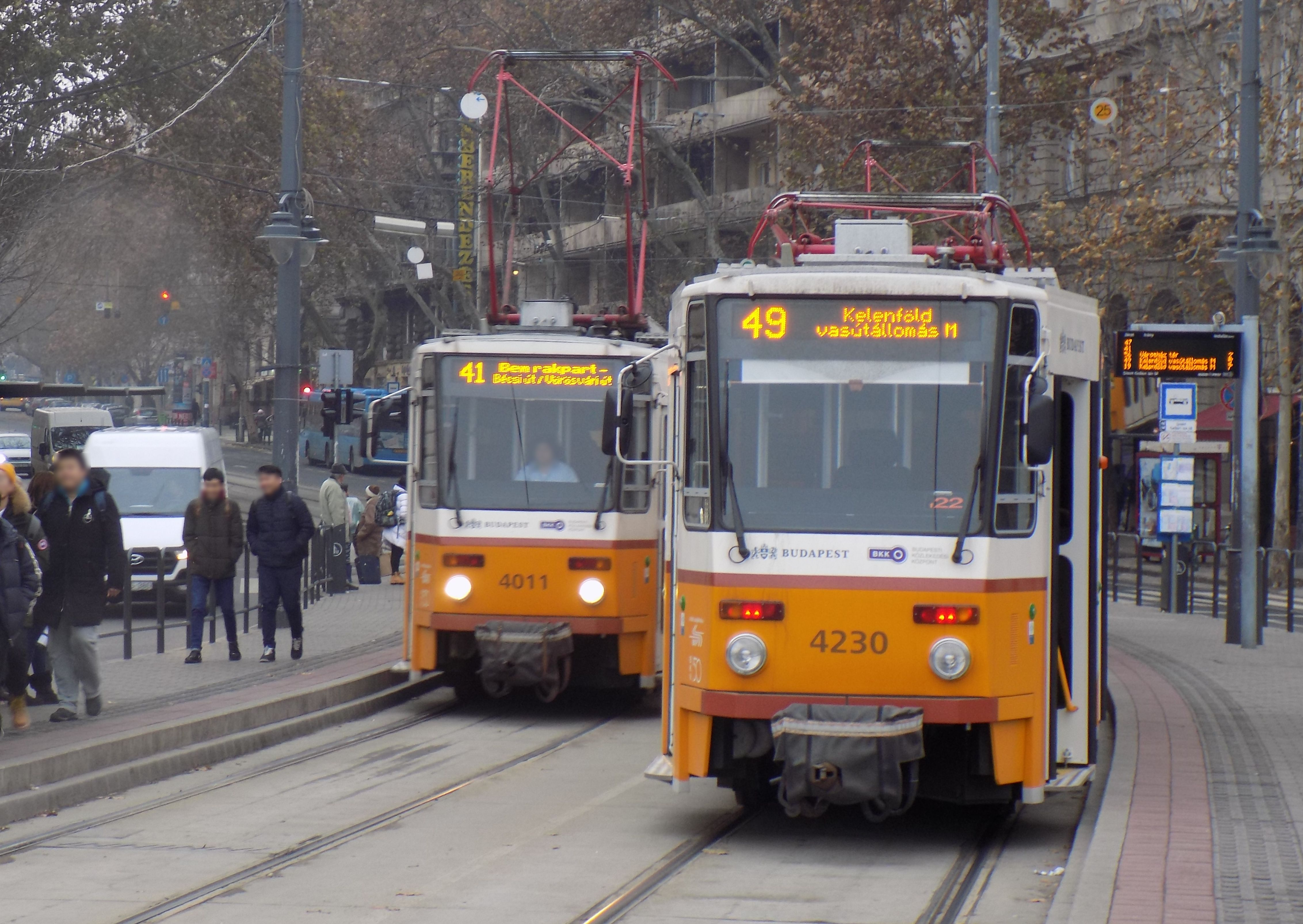
Tatra T5C5K a Szent Gellért téren